# Angel Gospodov
Angel Gospodov ali angelovo češčenje je molitev, ki jo v spomin na večno skrivnost učlovečenja trikrat na dan molijo katoličani: ob sedmih zjutraj, opoldne in ob večernem zvonjenju, ko se začne mračiti. Ime Angel Gospodov izhaja iz prvih dveh besed molitve »Angel Gospodov je oznanil Mariji«. To molitev moli papež z okna apostolske palače na Trgu sv. Petra opoldne vsako nedeljo in praznik. Sveti oče ima pred molitvijo Angel Gospodov kratek nagovor na podlagi dnevnih beril. Molitvi in blagoslovu sledi pozdrav romarjem. Od velike noči do binkošti je namesto molitve Angel Gospodov molitev Raduj se, Kraljica nebeška, s katero častijo vstajenje Jezusa Kristusa. Na koncu obeh molitev se trikrat zmoli Slava Očetu. 

## Besedilo
| Latinsko | Slovensko |  |  |
| --- | --- |  |  |
| V. Ángelus Dómini nuntiávit Maríæ. R. Et concépit de Spíritu Sancto. Ave Maria V. Ecce ancílla Dómini. R. Fiat mihi secúndum verbum tuum. Ave Maria V. Et Verbum caro factum est. R. Et habitávit in nobis. Ave Maria V. Ora pro nobis, sancta Dei génetrix. R. Ut digni efficiámur promissiónibus Christi. Orémus. Grátiam tuam, quǽsumus, Dómine, méntibus nostris infúnde: ut qui, Ángelo nuntiánte, Christi Fílii tui Incarnatiónem cognóvimus; per Passiónem eius et Crucem, ad resurrectiónis glóriam perducámur. Per Christum Dóminum nostrum. V. Amen. | V. Angel Gospodov je oznanil Mariji. O. In spočela je od Svetega Duha. Zdrava Marija V. Glej, dekla sem Gospodova. O. Zgôdi se mi po tvoji besedi. Zdrava Marija V. In Beseda je meso postala. O. In med nami prebivala. Zdrava Marija V. Prosi za nas, sveta Božja Porodnica. O. Da postanemo vredni obljub Kristusovih. Molimo. Nebeški Oče, po angelu si nam oznanil učlovečenje svojega Sina. Posvečuj in podpiraj nas s svojo milostjo in nas po njegovem trpljenju in križu pripelji k slavi vstajenja. Po Kristusu, našem Gospodu. O. Amen. |  |  |